# Брежнев, Владимир Аркадьевич
Влади́мир Арка́дьевич Бре́жнев (род. 27 августа 1931, Каменское, Днепропетровская область, УССР) — советский и российский государственный и хозяйственный деятель. Кандидат в члены ЦК КПСС в 1986—1990 годах.

## Биография
Родился 27 августа 1931 года в г. Каменское Днепропетровской области.
В 1955 году окончил Одесский гидротехнический институт по специальности инженер-гидротехник.
- 1949—1951 — слесарь Днепропетровского металлургического завода им. Ф. Э. Дзержинского.
- 1955—1959 — третий, второй, старший помощник багермейстера землечерпального каравана «Тихвинка» и «Зея»; с 1956 года — начальник землечерпального каравана «Свирь» и «Тихвинка» в тресте «Дальтехфлот», г. Находка.
- 1959—1975 — работал в тресте «Югозаптрансстрой»[1]: старший производитель работ 9-го строительного участка в г. Львов, заместитель начальника, начальник строительного управления № 150, заместитель управляющего, управляющий трестом, Киев.
- 1975—1985 — заместитель, первый заместитель министра транспортного строительства СССР.
- 1985—1991 — министр транспортного строительства СССР.
- 1991—1992 — президент Государственной корпорации «Трансстрой»[1].
- 1992—2005 — президент ОАО Корпорация «Трансстрой».
- С 2005 — президент ООО "Группа компаний «Трансстрой».

Являлся председателем совета директоров и крупным акционером (15,59 % акций) «Банка на Красных воротах» (в декабре 2016 у банка отозвана лицензия).

## Награды
Государственные награды Российской Федерации и СССР 
- орден «За заслуги перед Отечеством» II степени (6 июня 2005) — за большой вклад в развитие отечественного строительного комплекса и многолетнюю добросовестную работу[4]
- орден «За заслуги перед Отечеством» III степени (18 июня 1999) — за заслуги перед государством, высокие достижения в производственной деятельности и большой вклад в укрепление дружбы и сотрудничества между народами[5]
- орден «За заслуги перед Отечеством» IV степени (17 декабря 1994) — за заслуги перед народом, связанные с развитием российской государственности, достижениями в труде, науке, культуре, искусстве, укреплением дружбы и сотрудничества между народами[6]
- орден Мужества (19 июня 1996) — за мужество и самоотверженность, проявленные при ликвидации последствий аварии на Чернобыльской АЭС[7]
- орден Почёта (16 декабря 2011) — за достигнутые трудовые успехи и многолетнюю добросовестную работу[8];
- орден Ленина
- орден Октябрьской Революции
- два ордена Трудового Красного Знамени

 Поощрения Президента и Правительства Российской Федерации 
- Благодарность Президента Российской Федерации (2 июля 1999) — за большой вклад в строительство и эксплуатацию Байкало-Амурской железнодорожной магистрали [9]
- Почётная грамота Правительства Российской Федерации (26 августа 1996) — за большой личный вклад в развитие транспортного строительства и многолетний добросовестный труд [10]
- Почётная грамота Правительства Российской Федерации (27 августа 2001) — за большой личный вклад в развитие строительного комплекса страны, многолетний плодотворный труд и в связи с 70-летием со дня рождения [11]

 Награды субъектов Российской Федерации 
- Знак отличия «За заслуги перед Московской областью» (10 июля 2006)[12]
- Знак отличия «За заслуги перед Москвой» (Москва, 16 мая 2005) — за значительный вклад в развитие транспортного строительства региона, многолетнюю плодотворную деятельность в интересах города и москвичей[13]
- Почётный строитель города Москвы
- Заслуженный строитель Республики Башкорстан

Общественные награды:
- Золотая медаль имени В. Г. Шухова
- Золотая медаль имени Л. Н. Толстого (1999) «за выдающиеся заслуги в деле защиты детства»[1]
- Золотой знак «Горняк России»

Премии:
- Премия Совета Министров СССР
- Победитель конкурсов «Созидатель года» (2000, 2005)
- Лауреат премий им. Петра Великого и Российский Национальный Олимп

 Церковные награды 
- Патриаршая грамота «За труды, понесенные при ликвидации последствий аварии на Чернобыльской АЭС».

 Почётные звания 
- Заслуженный строитель СССР[источник не указан 1404 дня]
- Заслуженный строитель УССР
- Почётный железнодорожник
- Почетный строитель России.
- Почетный транспортный строитель.
- Почетный работник транспорта России.
- Ветеран транспортного строительства.
- Почетный дорожник.
- Почетный работник газовой промышленности.